# Nogometni Klub Svoboda
Il Nogometni Klub Svoboda è una società calcistica slovena con sede nella città di Lubiana.
Fondato nel 1952, il club nel 2013-2014 milita nella 4.SNL.

## Storia
Il club fu fondato nel 1952 con la denominazione di ŠD Svoboda. Verso la fine degli anni cinquanta si fuse con il NK Grafičar, che militava nella Slovenska republiška nogometna liga: la società sorta dalla fusione si chiamò NK Grafičar fino al 1962, quando tornò a chiamarsi Svoboda. Il periodo più glorioso per il club fu quello tra il 1970 e il 1982, quando militò per otto stagioni nel girone occidentale della 2. Savezna liga (il campionato cadetto jugoslavo) sotto la sponsorizzazione dell'azienda Mercator. Nel 1971 vinse il titolo repubblicano sloveno per la prima volta con conseguente storica promozione nel girone occidentale della Seconda Lega Federale. Nelle stagioni successive alternò retrocessioni (1974, 1977, 1979, 1982) e promozioni (1975, 1978, 1980). Nello stesso periodo lo Svoboda prese parte a diverse edizioni della Kup Maršala Tita ("Coppa Maresciallo Tito", cioè la Coppa di Jugoslavia) e nella stagione 1978-79 riuscì nell'impresa di raggiungere gli ottavi di finale, dove fu eliminato dal Borac Banja Luka. Dopo essere stato abbandonato dallo sponsor Mercator il club si trovò in difficoltà economiche insostenibili e si ritirò dalla Druga Liga 1981-1982 a stagione in corso mentre era ultima in classifica, dovendo ripartire dai campionati della Sottolega di Lubiana. Nel 1987 risalì nella Območna liga Ovest e l'anno successivo ritornò nella Lega Repubblicana Slovena.
In seguito all'indipendenza della Slovenia conseguita nel 1991, lo Svoboda militò nel massimo campionato sloveno, la Prva slovenska nogometna liga per tre stagioni, classificandosi all'11º, 6º e 13º posto. Nel 1994 il club rinunciò al campionato e fu sostituito dallo Slavija con molti giocatori dello Svoboda che decisero di trasferirsi al Vevče. Lo Svoboda disputò da allora diverse stagioni nelle serie minori, prima di risalire in druga slovenska nogometna liga nel 2003. Rimasero in cadetteria per tre stagioni, ottenendo il piazzamento migliore nella stagione 2004-05 conclusa al terzo posto, che però non bastò per conseguire la promozione, a causa della riduzione del massimo campionato a dieci squadre. Nel biennio successivo, a causa di gravi difficoltà finanziarie, il club conobbe due retrocessioni consecutive, che lo fecero precipitare nei campionati locali. Nel 2008 il club divenne il vivaio del NK Interblock, ma tale collaborazione durò solo una stagione terminando nel 2009. Nel 2018 lo Svoboda ritornò nella Terza Lega Slovena dopo aver vinto i play-off promozione contro il Žiri.

## Stadio
Il club gioca le gare casalinghe allo stadio Svoboda Sports Park, che ha una capacità di 3500 posti a sedere.

## Palmarès

### Competizioni nazionali
- Slovenska republiška nogometna liga: 4

1970-1971, 1974-1975, 1977-1978, 1979-1980
- 4.SNL: 1

2010-2011
- 5.SNL: 1

1994-1995, 2009-2010

### Altri piazzamenti
- Druga slovenska nogometna liga:

Terzo posto: 2004-2005